# Taurano
Taurano község (comune) Olaszország Campania régiójában, Avellino megyében.

## Fekvése
A megye délnyugati részén fekszik. Határai: Lauro, Monteforte Irpino, Moschiano, Pago del Vallo di Lauro és Visciano .

## Története
A régészeti leletek (római villa romjai, thermák, mozaikok) alapján Taurano eredetét a római időkre vezetik vissza. A középkor során az Orsini és Del Balzo nemesi családok birtoka volt.  A 19. században nyerte el önállóságát, amikor a Nápolyi Királyságban felszámolták a feudalizmust.

## Népessége
A népesség számának alakulása:

## Főbb látnivalói
Fő látnivalója az 1300-ban épített San Giovanni in Palco-kolostor, amelynek kerengőjét Assisi Szent Ferenc életének jeleneteit ábrázoló freskók díszítik valamint néhány római kori villa romja.